# Crimibox
Crimibox was een Belgisch bedrijf uit Ternat, met hoofdkantoor in Gent, opgericht in 2017 door Jimmy Cowé. Het bedrijf maakte fictieve moordzaken en verkocht ze als detectivespel.
Het bedrijf was actief in Nederland, België en Amerika.
In augustus 2024 meldde oprichter Jimmy Cowé in de besloten facebookgroep Crimibox Office dat Crimibox failliet was. 

## Historiek
In 2017 werd Crimibox als start-up opgericht door Jimmy Cowé, een voormalig medewerker van de federale politie. In oktober van hetzelfde jaar werd de start-up geselecteerd voor Start It, een acceleratorprogramma van de Belgische bank KBC. Het opeenvolgende jaar werd het bedrijf geselecteerd voor Birdhouse, een acceleratorprogramma van de Belgische bankverzekeringsgroep Belfius.
In 2018 werd Crimibox door UNIZO uitgeroepen tot starter van het jaar. Hierbij werd opgemerkt dat er gebruik gemaakt wordt van moderne technologie in combinatie met bestaande productvormen.
Het bedrijf groeide van 4000 klanten en een omzet van €100.000 in 2017 naar een klantenaantal van 100.000 met een omzet van 1,2 miljoen euro in 2020. Deze groei was onder andere te danken aan de coronapandemie.
In 2019 werd via een crowdfundingscampagne op Kickstarter geld opgehaald voor een Engelstalige verhaallijn, bedoeld voor de Amerikaanse markt.

## Concept
Het bedrijf biedt fictieve moordzaken aan die spelers kunnen kopen om op te lossen. Het doel is hierbij de moordzaak op te lossen en de moordenaar te pakken te krijgen. Er wordt gebruik gemaakt van fysiek bewijsmateriaal, politieverslagen en verhoren, in combinatie met moderne technologieën zoals sociale media. Hierbij wordt bijvoorbeeld gebruik gemaakt van fictieve profielen.
De spelletjesmakers hebben een licentie van de VRT en productiehuis De Mensen voor de serie Undercover. In samenwerking met Uitgeverij Lannoo bracht Crimibox Dossier Undercover uit. 

## Spellen
Anno 2021 heeft het bedrijf twaalf verschillende dossiers, die zowel analoog als digitaal te spelen zijn. 
| Titels               | Jaartal | Speelwijze          | Extra info                 |
| -------------------- | ------- | ------------------- | -------------------------- |
| Dossier Trending     | 2017    | Digitaal            | Niet meer verkrijgbaar     |
| Dossier Houwers      | 2018    | Analoog             | Niet meer verkrijgbaar     |
| Dossier Macdeath I   | 2018    | Analoog             | Deel één van een trilogie  |
| Dossier Macdeath II  | 2018    | Analoog             | Deel twee van een trilogie |
| Dossier Macdeath III | 2018    | Analoog             | Deel drie van een trilogie |
| Dossier As           | 2019    | Analoog en digitaal |                            |
| Dossier Rhetro Virus | 2019    | Analoog             |                            |
| Dossier Inkt         | 2020    | Analoog en digitaal |                            |
| Dossier Kluit        | 2020    | Digitaal            | Niet meer verkrijgbaar     |
| Missing in Jericho   | 2020    | Digitaal            | Amerikaanse zaak           |
| Dossier Undercover   | 2020    | Analoog             |                            |
| Dossier Schild       | 2021    | Analoog             |                            |
| Dossier Kost         | 2021    | Digitaal            |                            |
| Hondenlevens         | 2021    | Interactieve boek   |                            |
| Dossier Oorlog       | 2022    | Analoog             |                            |
| Saga                 | 2022    | Analoog             | Abonnement                 |
| Red de tijd          | 2022    | Analoog             | Kinderbox                  |